# IP-Adressblockierung
Das Blockieren von IP-Adressen ist eine Konfiguration eines Netzwerkdienstes, die Anfragen von Hosts mit bestimmten IP-Adressen blockiert. Das Blockieren von IP-Adressen wird häufig verwendet, um sich vor Brute-Force-Angriffen zu schützen und den Zugriff durch eine störende Adresse zu verhindern.
Das Blockieren von IP-Adressen kann verwendet werden, um den Zugriff auf oder von einem bestimmten geografischen Gebiet zu beschränken, unter anderem die Syndizierung von Inhalten zu einer bestimmten Region durch die Verwendung von Internet-Geolokalisierung und -Blockierung.

## Funktionsweise
Jedem mit dem Internet verbundenen Gerät wird eine eindeutige IP-Adresse zugewiesen, die benötigt wird, damit die Geräte miteinander kommunizieren können. Mit entsprechender Software auf der Host-Website kann die IP-Adresse der Besucher der Website protokolliert und auch zur Bestimmung des geografischen Standorts des Besuchers verwendet werden.
Das Blockieren von IP-Adressen ist eine Konfiguration eines Netzwerkdienstes, die Anfragen von Hosts mit bestimmten IP-Adressen blockiert. Das Blockieren von IP-Adressen wird häufig verwendet, um sich vor Brute-Force-Angriffen zu schützen und den Zugriff durch eine störende Adresse zu verhindern.
Die Kenntnis des geografischen Standorts des Besuchers weist unter anderem auf das Land des Besuchers hin. In einigen Fällen würden Anfragen aus oder Antworten an ein bestimmtes Land vollständig blockiert werden. Geoblocking wurde beispielsweise verwendet, um auf nigerianische IP-Adressen abzuzielen, da alle Geschäfte, die aus dem Land stammen, betrügerisch sind, was es für legitime Unternehmen mit Sitz im Land äußerst schwierig macht, mit ihren Kollegen im Rest des Landes zu interagieren die Welt. Um Einkäufe im Ausland zu tätigen, müssen sich Nigerianer auf Proxy-Server verlassen, um den wahren Ursprung einer Internetanfrage zu verschleiern.
Internetnutzer können Geoblocking und Zensur umgehen und ihre persönliche Identität und ihren Standort schützen, um mithilfe einer VPN-Verbindung im Internet anonym zu bleiben.
Auf einer Website kann eine IP-Adresssperre den Zugriff auf eine störende Adresse verhindern, obwohl zuerst eine Warnung und/oder eine Kontosperre verwendet werden kann. Die dynamische Zuweisung von IP-Adressen durch ISPs kann das Blockieren eingehender IP-Adressen erschweren, wodurch es schwierig wird, einen bestimmten Benutzer zu blockieren, ohne viele IP-Adressen (Blockierungen von IP-Adressbereichen) zu blockieren, wodurch Kollateralschäden verursacht werden.

## Implementierungen
Unix-ähnliche Betriebssysteme implementieren normalerweise die IP-Adressblockierung mithilfe eines TCP-Wrappers, der durch die Host-Zugriffskontrolldateien /etc/hosts.deny und /etc/hosts.allow konfiguriert wird.
Sowohl Unternehmen als auch Schulen, die Remote-Benutzerzugriff anbieten, verwenden Linux-Programme wie DenyHosts oder Fail2ban, um sich vor unbefugtem Zugriff zu schützen und gleichzeitig erlaubten Remote-Zugriff zu ermöglichen. Dies ist auch nützlich, um den Fernzugriff auf Computer zu ermöglichen. Es wird auch für die Internetzensur verwendet.

## Umgehung
Proxyserver und andere Methoden können verwendet werden, um die Blockierung des Datenverkehrs von IP-Adressen zu umgehen. Es gibt jedoch Anti-Proxy-Strategien. Zudem wäre ein DoS-Angriff durch einen Proxyserver durch Verzögerungszeit sowie durch Blockierung des Missbrauches seitens des Proxyanbieters erschwert. Internetrouter der Verbraucherklasse können manchmal auf Anfrage eine neue öffentliche IP-Adresse vom Internetdienstanbieter erhalten, indem sie die DHCP-Lease-Erneuerung verwenden, um einzelne IP-Adressblöcke zu umgehen. Dem kann jedoch entgegengewirkt werden, indem der IP-Adressbereich blockiert wird, aus dem der Internetdienstanbieter stammt Zuweisen neuer IP-Adressen, bei denen es sich normalerweise um ein gemeinsames IP-Adresspräfix handelt. Dies kann jedoch legitime Benutzer desselben Internetdienstanbieters mit IP-Adressen im selben Bereich beeinträchtigen, was versehentlich einen Denial-of-Service-Angriff verursacht.